# Mas del Clariana (Reus)
El Mas del Clariana és una masia de Reus (Baix Camp) situada a la partida del Burgaret, a la vora dreta de la riera de la Quadra i al sud de la via del tren a Barcelona.

## Descripció
El mas és un conjunt de creixement lineal i compacte. S'inicia amb un cos nou, de planta quadrada i dues plantes d'alçada, amb coberta de terrat i badalot. Segueix amb un altre cos, adossat, de dues plantes i coberta de teulada a dues aigües, amagada per un mur d'obra. A continuació, adossades també, dues construccions més, de dues plantes però en estat deficient. S'hi adossa un magatzem llarg, d'una planta, amb coberta inclinada. La façana principal de cada cos, té la seva composició senzilla, i l'únic que les unifica és que comparteixen el mateix pla. Davant del mas hi ha un pati, altres construccions de naus i coberts més grans, que formen un conjunt de creixement compacte. L'estat actual del mas, és bo. Altres construccions del conjunt, tenen un estat deficient. La basa de la finca es manté en bon estat. Té una placeta al davant.